# Джозеф Принц
Джозеф Принц (нар. 15 травня, 1963, Сінгапур) — сінгапурський євангеліст і старший пастор Церкви Нового Створення, що находиться в Сінгапурі і яка налічує понад 33 000 відвідувачів. Він є одним із засновників церкви у 1983 році. Він окремо очолює Joseph Prince Ministries, служіння телебачення та медіа, яке охоплює світ доброю новиною про завершену роботу Ісуса.

## Біографія
Народився 15 травня 1963 року в сім'ї сикхського священика індійського походження та матері китаянки, він провів роки початкової школи в Пераку, Малайзія. Десь під час навчання в середній школі Джозеф та його сім’я повернулися до Сінгапуру, де він навчався у середній школі Commonwealth. У цей час Джозеф почав цікавитися окультизмом і почав займатися світом знахарів, дошками для уїджі тощо. Проте, коли він глибше зацікавився окультизмом, Джозеф також почав відвертати свою увагу на християнство, яке для нього, здавалося, має сильний захист від знахарів (через той факт, що він помітив, що знахарі не приймають запитати, чи буде це зроблено проти християн).
Йосип не знав, що це стане початком його християнської подорожі. Після кількох «надприродних» переживань Джозеф почав шукати християнство, яке він знайшов через тітку, яка запросила його до церкви. Коли Йосип вперше відвідав християнську службу, він вирішив віддати своє життя Ісусу Христу і відтоді присвятив своє життя служінню своєму Господу і Спасителю.
Незабаром після цього Джозеф почав проповідувати звістку про «віру без діл», що призвело до проблем зі старійшинами його церкви. Зрештою, зіткнення ідеалів не залишило Джозефа та деяких його друзів іншого вибору, окрім як покинути церкву, оскільки вони не бажали відмовлятися від новознайденої свободи у вірі, яку вони пізнали.
Під тиском церковних старійшин, які не погоджувалися з їх відкритими проявами поклоніння, Джозеф і його друзі (Генрі Йео, Джек Хо і Девід Ю) залишили баптистську церкву і заснували Церкву Нового Створення в 1983 році. Перша церковна служба мала двадцять п’ять членів, яка поступово зростала протягом наступних років. Наприкінці вісімдесятих Джозеф змінив своє ім’я при народженні на «Джозеф Принс», під яким він відомий сьогодні.
Протягом наступних шести років Джозеф активно присвячував свій час і зусилля розвитку Церкви Нового Створення, водночас зберігаючи свою репутацію дуже хорошого ІТ-консультанта. Однак у 1990 році Джозеф отримав поклик від Бога ходити в церкву на повний день і служити її старшим пастором, що було підтримано всім керівництвом Церкви Нового Створення. Спочатку Джозеф не хотів бути пастором повний робочий день, оскільки він «добро заробляв гроші для Бога», але після досвіду, коли він кинув виклик Богу «заморозити» рахунки його та його компанії, щоб довести, що це дійсно Бог, який з ним розмовляв, Йосип залишив свою світську роботу і нарешті весь свій час присвятив душпастирству.
Йосип не знав, наскільки Бог виконає його бажання. У 1997 році, коли він перебував у Швейцарії зі своєю родиною у відпустці, він отримав покликання від Бога проповідувати «радикальну» благодать — таке вчення про благодать, яке проповідував апостол Павло. Джозеф описав свій досвід в інтерв’ю:
«Це почалося у 1997 році, коли я їхав по швейцарських Альпах зі своєю дружиною, яка міцно спала. Милуючись красою швейцарських Альп, я почув голос Господа, який сильний у собі говорив: «Сину, ти не проповідуєш благодаті». Я відповів йому і сказав: «Господи, це низький удар — я проповідник благодаті!» Бог сказав мені: «Коли ти проповідуєш благодать, ти намагайся збалансувати її із законом». Потім він сказав щось, що справді змінило мене: «Якщо ви радикально не проповідуєте благодать, життя людей ніколи не зміниться докорінно». І саме це почало в мені революцію благодаті».
Цей досвід змусив Джозефа радикально змінити своє мислення щодо всього, у що він вірив у християнській вірі. Щойно він повернувся додому в Сінгапур, Джозеф почав по-новому дивитися на Писання, які незабаром представив своїй церкві. Ці радикальні послання благодаті та Божого прощення були дуже прийняті членами Церкви Нового Створення, яка почала розширюватися більше, ніж Джозеф міг уявити чи мріяти.

## Компенсація
5 жовтня 2008 року в інтерв'ю Sunday Times Прінс, також виконавчий голова церковної ради, визнав, що йому «добре платять» і його зарплата зростає на 50 000 доларів на місяць. 
30 березня 2009 року The Straits Times повідомила, що церква заплатила одному співробітнику від 500 001 до 550 000 доларів США за останній фінансовий рік. Відповідно до рекомендацій Кодексу управління благодійними організаціями  , усі благодійні та некомерційні організації в Сінгапурі заохочувалися повідомляти Уповноваженому з питань благодійності розміри заробітної плати своїх топ-менеджерів. Не підтверджуючи особу співробітника, церква відповіла, що її політика полягає в тому, щоб «визнавати та винагороджувати ключових учасників церкви, а старший пастор Принц є головною опорою зростання та доходів нашої церкви». 15 квітня 2009 року диякон Метью Кан, голова церкви, відповів, що це не громадська благодійність і не збирає пожертвувань, стверджуючи, що «немає абсолютно ніякого примусу давати десятину чи пожертвування, і будь-які пожертвування здійснюються доброго серця", і що "кожного, хто дарує, цінують, і це добросовісно, що він вірить в обране керівництво і буде довіряти їм приймати правильні рішення для певної церкви, яку він вирішив відвідувати, як член або відвідувач». 
У жовтні 2014 року за списком, опублікованим розважальним веб-сайтом richestlifestyle.com, Прінс став 10-м найбагатшим пастором у світі, його статки становили 6,4 мільйона сингапурських доларів (3,13 мільйона фунтів стерлінгів).  New Creation Church спростувала цю доповідь, стверджуючи, що його фактичний капітал був «істотно нижчим» за повідомлену цифру, і що вона розглядала чистий капітал Принса як «особистий характер». 
28 жовтня 2014 року The Straits Times повідомила, що згідно з поданим податковим документом за 2012 рік, Прінс не отримав жодної компенсації від міністерств Джозефа Прінса чи «будь-яких пов’язаних організацій. У звіті також зазначено, що Рада Церкви Нового Створення заявила, що Прінс не отримував будь-яку зарплату від організації з 2009 року 

## Особисте життя
Одружений із Венді Принцом - також пастор разом із Джозефом. Мають двох дітей:
- Джессіка Шайна Прінс;
- Джастін Девід Прінс;

## Телевізійні шоу
- Joseph Prince(2007 - тепер)
- Destined To Reign With Joseph Prince(2009 - тепер)
- Joseph Prince - New Creation Church TV(2010 - тепер)
- Joseph Prince: Destined to Reign(2013 - тепер)
- Joseph Prince: Live the Let Go Life(2017 - тепер)
- Praise: Joseph Prince in Israel(2018 - тепер)
- Easter Sunday With Joseph Prince(2018 - тепер)
- Healing Power(2021 - тепер)
- Provision Promises: Joseph Prince(2021 - тепер)
- Joseph Prince: Provision Promises(2021 - тепер)
- Golgotha(2021 - тепер)
- Joseph Prince: The Power of Right Believing(2022 - тепер)

## Цікаві факти
- Його справжнє ім'я - Джозеф Ксенонамандар Джегахусі Сінгх Принц.[3]